# Diaphorus bezzii
Diaphorus bezzii is een vlieg uit de familie van de slankpootvliegen (Dolichopodidae). De wetenschappelijke naam van de soort werd in 1925 gepubliceerd door Octave Parent.